# Thapsinillas longirostris
El bulbul de las Sula (Thapsinillas longirostris) es una especie de ave paseriforme de la familia Pycnonotidae endémica de las islas Célebes orientales y las Molucas septentrionales, en Indonesia. 

## Taxonomía
El bulbul de las Sula fue descrito científicamente por el biólogo inglés Alfred Russel Wallace en 1863, como Criniger longirostris. Posteriormente fue clasificado dentro de la especie del bulbul colidorado (Alophoixus affinis), hasta 2008 cuando se separaron ambas especies y se trasladaron  al género Thapsinillas.
Actualmente se reconocen seis subespecies:
- T. l. platenae - (Blasius, W, 1888): se encuentra en las islas Sangihe;
- T. l. aurea - (Walden, 1872): ocupa las islas Togian;
- T. l. harterti - (Stresemann, 1912): se localiza en las islas Banggai;
- T. l. longirostris - (Wallace, 1863): se encuentra en las islas Sula;
- T. l. chloris - (Finsch, 1867): se extiende por las islas de Morotai, Halmahera y Bacan;
- T. l. lucasi - (Hartert, 1903): se restringe a las islas Obi.